# Santarém, Pará
Santarém är en stad och kommun i norra Brasilien och ligger i delstaten Pará. Den är en av de största städerna längs Amazonfloden och är belägen där den stora bifloden Tapajós ansluter. Ungefär 200 000 invånare bor i centralorten och cirka 290 000 i hela kommunen.

## Administrativ indelning
Kommunen var år 2010 indelad i fem distrikt:
- Alter do Chão
- Boim
- Curuai
- Mujuí dos Campos
- Santarém

## Befolkningsutveckling
| Område              | Areal (km²)   | Invånarantal 1 augusti 2000 | Invånarantal 1 augusti 2010 | Invånarantal 1 juli 2014 |
| ------------------- | ------------- | --------------------------- | --------------------------- | ------------------------ |
| Kommun              | 22 886,62     | 262 538                     | 294 580                     | 290 521                  |
| Urban befolkning    | Ingen uppgift | 186 297                     | 215 790                     | Ingen uppgift            |
| ...varav centralort | Ingen uppgift | 176 486                     | 205 711                     | Ingen uppgift            |